# Rondo Daszyńskiego (stanice metra ve Varšavě)
Rondo Daszyńskiego je stanice varšavského metra na lince M2. Kód stanice je C-9. Otevřena byla 7. března 2015. Ze stanice je možnost přestupu na autobus a tramvaj. Leží v městské části Wola.